# Augusta Hesensko-Kasselská
Augusta Hesensko-Kasselská (Augusta Žofie Frederika Marie Karolína Julie; 30. října 1823, Kodaň – 17. července 1889, Kodaň) byla hesensko-kasselská princezna, dcera prince Viléma Hesensko-Kasselského a princezny Luisy Šarloty Dánské. Většinu života strávila v Dánsku.

## Rodina
Princezna Augusta se narodila v Kodani jako nejmladší dítě prince Viléma Hesenského, syna prince Fridricha Hesensko-Kasselského a princezny Karoliny Nasavsko-Usingenské, a princezny Šarloty Dánské, dcery dědičného prince Frederika Dánského a Norského a vévodkyně Žofie Frederiky Meklenbursko-Zvěřínské. Augusta tak byla neteří krále Kristiána VIII. Její starší sestra Luisa se stala v roce 1863 dánskou královnou a také matkou dánského krále Frederika VIII., britské královny Alexandry, řeckého krále Jiřího I. a ruské carevny Marie Fjodorovny.
Augustin jediný bratr Fridrich Vilém Hesensko-Kasselský se stal po smrti posledního hesenského kurfiřta Fridricha Viléma hlavou hesensko-kasselského rodu.)
Její otec Vilém byl nedůležitý hesensko-kasselský princ, do Dánska se odstěhoval ještě před svým sňatkem s princeznou Šarlotou a Augusta i její sourozenci vyrůstali u dánského královského dvora a rodina se stala jednou z vedoucích rodin dánské společnosti. Rodina se stala ještě důležitější, když vyšlo najevo, že hlavní linie dánského královského rodu čelí vymření. Augusta a její sourozenci byli nejbližšími příbuznými krále Kristiána VIII. a měli tak silný nárok na trůn. Kvůli různým okolnostem to byl Augustin švagr Kristián IX., kdo se stal nakonec v roce 1863 králem.

## Manželství
Princezna Augusta se v roce 1854 provdala za dánského politika a dánsko-švédského šlechtice, barona Karla Frederika Blixen-Finecke. Měl sídlo na zámku Näsbyholm a panství ve Fynu, v letech 1859–1860 byl dánským ministrem zahraničí. Z manželství se narodili dva synové. Manželství bylo v Augustině rodině považováno nežádoucí, protože v době, kdy se do sebe pár zamiloval, byl Karel ženatý muž se dvěma dětmi a kvůli sňatku s Augustou se rozvedl. Navíc měl mnohem nižší postavení než Augusta a jeho pozdější politické názory byly vzdáleny názorům její rodiny. Také se stal blízkým spojencem Luisy Rasmussenové, morganatické manželky krále Frederika VII., kterou neměli ostatní členové královské rodiny rádi. Augusta s Karlem měli navzdory překážkám velmi šťastné manželství a byli známí svou pohostinností a přepychovým životním stylem. Jako hold Augustě přijal Karel za své motto „Per Angusta ad Augusta“ („přes obtíže ke cti“).

## Pozdější roky
V roce 1873 Augusta ovdověla. Mnoho let žila ve „Villa Augusta“ ve městě Helsingør severně od Kodaně. Ve vile jí často navštěvovala královská rodina, včetně cara Alexandra III., když pobýval na zámku Fredensborg. Augusta zemřela 17. července 1889 v paláci Amalienborg.